# José María Morelos
José María Morelos (30 tháng 9 năm 1765, thành phố Valladolid, nay là Morelia, Michoacán - ngày 22 tháng 12 năm 1815, San Cristóbal Ecatepec, bang México) là một linh mục Công giáo Rôma người Mexico và nhà lãnh đạo quân cách mạng đã lãnh đạo phong trào Chiến tranh Độc lập Mexico. Ông đã đảm nhiệm vai trò chỉ huy sau vụ hành quyết Miguel Hidalgo y Costilla năm 1811. Morelos và Ignacio López Rayón được ghi nhận với việc tổ chức cuộc chiến giành độc lập. Theo Morelos, Đại hội Anáhuac đã được cài đặt vào ngày 13 tháng 9 năm 1813 và vào ngày 6 tháng 11 của cùng một đại hội năm đã tuyên bố độc lập của đất nước. Vào ngày 22 tháng 10 năm 1814, một hiến pháp, Decreto Constitucional la la Libertad de la América Mexicana, đã được Quốc hội soạn thảo tuyên bố rằng Mexico sẽ là một nước Cộng hòa.